# Västerhaninge
Västerhaninge (vɛstɛrˈhânːɪŋɛ) es un distrito del municipio de Haninge situado en el Área metropolitana de Estocolmo, en la provincia de Estocolmo, Suecia. Está conectado con Estocolmo por un tren de cercanías.
Västerhaninge limita con el gran bosque de Hanveden al norte, la localidad de Jordbro al este, una región agrícola al sur y el área de Tungelsta al oeste. La localidad se encuentra 22 km de Estocolmo y 6 km de Handen. Los distritos de la localidad incluyen Åbylund, Norrskogen y Jägartorp en el norte, y Ribbyberg y Nedersta en el sur.
El ferrocarril Estocolmo-Nynäs atraviesa la ciudad, y el edificio de la estación original fue demolido para dar paso a uno nuevo en 1997. La cercana estación de Tungelsta es la única en la región que sobrevive de la construcción original del ferrocarril.

## Residencial, servicio y futuro
Varias áreas residenciales de Västerhaninge se expandieron en las décadas de 1960 y 1980. El stock de viviendas hoy incluye apartamentos cooperativos, apartamentos de alquiler y villas con múltiples sitios y casas grupales, la más antigua que data de mediados de la década de 1940. Se planean desarrollos residenciales más nuevos en Ribby ängar, Skarplöt y Nedersta gård.
Los puntos de venta minorista y de servicio de alimentos se encuentran cerca de la estación de tren, y las tiendas de conveniencia sirven a los suburbios. Centros comerciales más pequeños se encuentran en Åby y Ribby.
Los lugares de trabajo pertenecen al sector público en el comercio y otras actividades comerciales. Hay artesanías y fabricación de Håga industrial. Se planifica una nueva área de trabajo en los rápidos, que incluirá servicio de estación de servicio, motel y restaurante. En el centro de Västerhaninge planeado para el volumen comercial ampliado y la apertura de otoño de 2010 Systembolaget. 
En Västerhaninge hay varias escuelas de todas las fases y varias escuelas preescolares. La escuela secundaria agrícola de Berga se enfoca en la tierra, el manejo de los caballos, la protección del medio ambiente y la conservación de la naturaleza. 
Aquí también se encuentra el Templo de Estocolmo de La Iglesia de Jesucristo de los Santos de los Últimos Días, que se terminó en 1985. 
Calles principales en Västerhaninge
- Ringvägen
- Björnvägen
- Tungelstavägen
- Gamla Nynäsvägen
- Villavägen
- Solhemsvägen
- Gränsvägen
- Huggarvägen
- Plöjarvägen

## Recreación
En Västerhaninge se encuentran los campos deportivos de Hanveden con campos de juego, pista de atletismo y pista de hielo. En relación con las escuelas, generalmente hay uno o más campos de juego. El campo de deportes es la pista central con pistas iluminadas. En el norte se abren los bosques vírgenes de Hanvedens que son de interés nacional en la vida al aire libre. Al norte del campo de deportes se encuentran los prados de Nytorp con varios campos de juego. Al este se encuentra Blockula montando. 
Al sur de Västerhaninge se encuentra el castillo de Häringe y la Conferencia de Almås.

## Naturaleza
Västerhaninge está en gran parte rodeado de naturaleza. En esas áreas del sur que bordean el lugar para abrir el paisaje agrícola, mientras que en el Este se encuentra con el mar con Årsta Havsbad y Berga como las aldeas centrales. En la parte norte de Västerhaninge se encuentran Nytorp y Hanveden con pistas de guía ortentliga a poca distancia del lago Öran. En las cercanías de Västerhaninge también hay zonas de baño y naturområderna Östnora, la costa de Gålö y Årsta.
Otros destinos populares son Berga y Ekeby Lodge, ambos ubicados al sur de Västerhaninge. Berga Berga con naturbruksgymnasium organiza cada año un evento llamado "Días de montaña", donde existe la oportunidad de observar a los animales y sentir la vida de la granja. 
Ekeby Lodge es conocido por sus celebraciones de verano. 
También cerca se encuentra el campo de tumbas Jordbro, que se cree que es el campo de tumbas más grande de la Edad del Hierro en los países nórdicos. 

## Transporte
Tren diario para el trabajo
Línea 35 Nynäshamn-Bålsta pasa Västerhaninge, que tiene una estación de tren en conexión con el centro. Hay cuatro trenes por hora en Estocolmo, y dos trenes por hora hacia Nynäshamn. El tiempo de viaje en tren a Estocolmo o Nynäshamn es de unos 30 minutos. 
La estación ha estado a mediados y finales de los años 90 fue objeto de rehabilitación; Yarda extendida, conexión directa entre autobús y tren, se accede a la plataforma a través de un túnel peatonal que también sirve como una relación mejorada entre el oeste y el este de Västerhaninge, el nuevo edificio de la estación y la plataforma lateral y en parte relacionado con el túnel peatonal y de bicicletas y la espera con calefacción áreas en plataformas. 
Autobuses
En conexión con la estación hay una terminal de autobuses con "conexión directa" entre el tren y el autobús. Varias rutas de autobuses que sirven a la terminal de autobuses. La estación es un estacionamiento para pasajeros y una estación de taxis. 

## Demografía
| Gráfica de evolución de Västerhaninge entre 1950 y 2020 |
|                                                         |
| Statistiska centralbyrån.                               |

## Galería

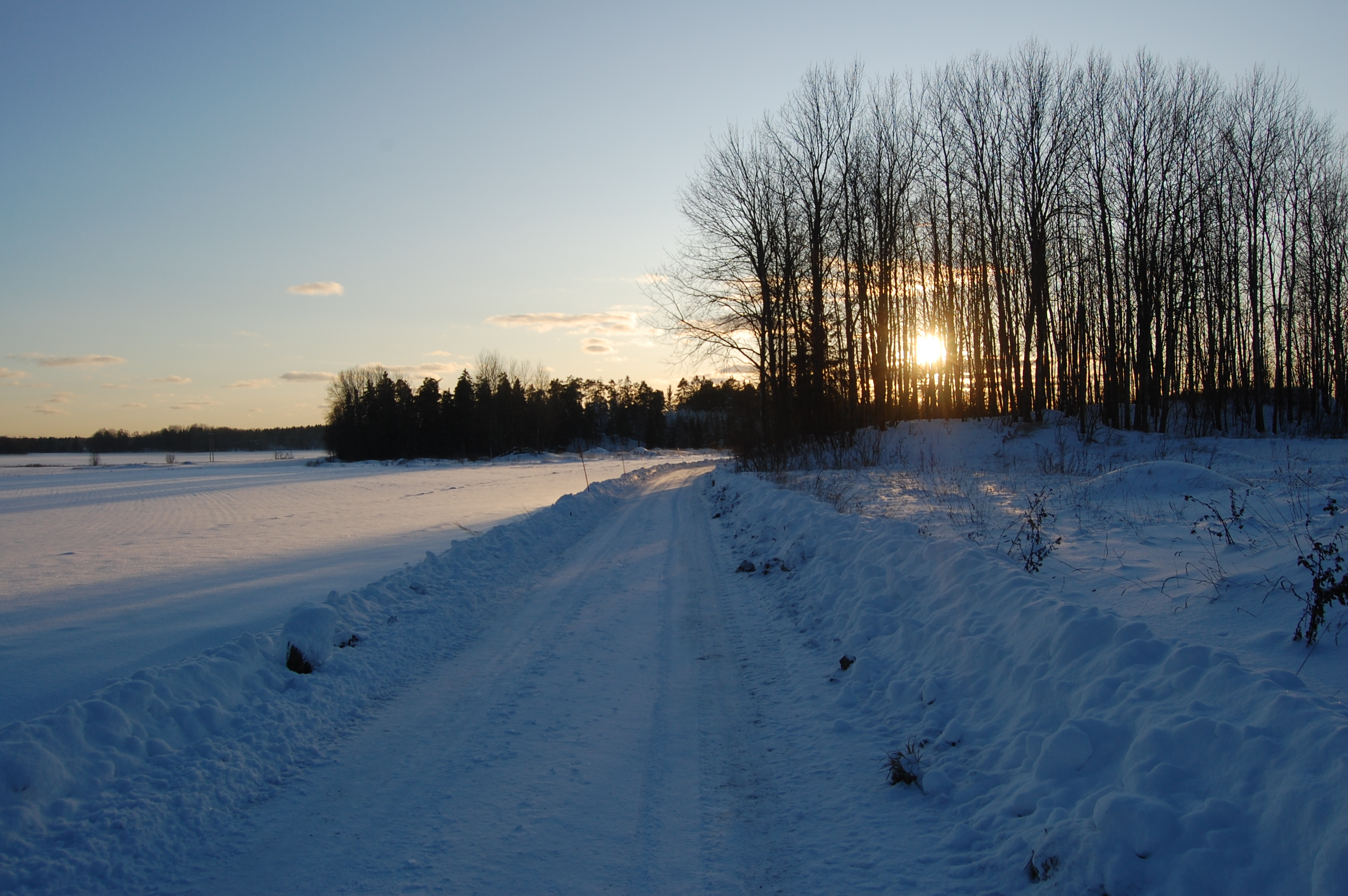
Área natural de Skarplöts
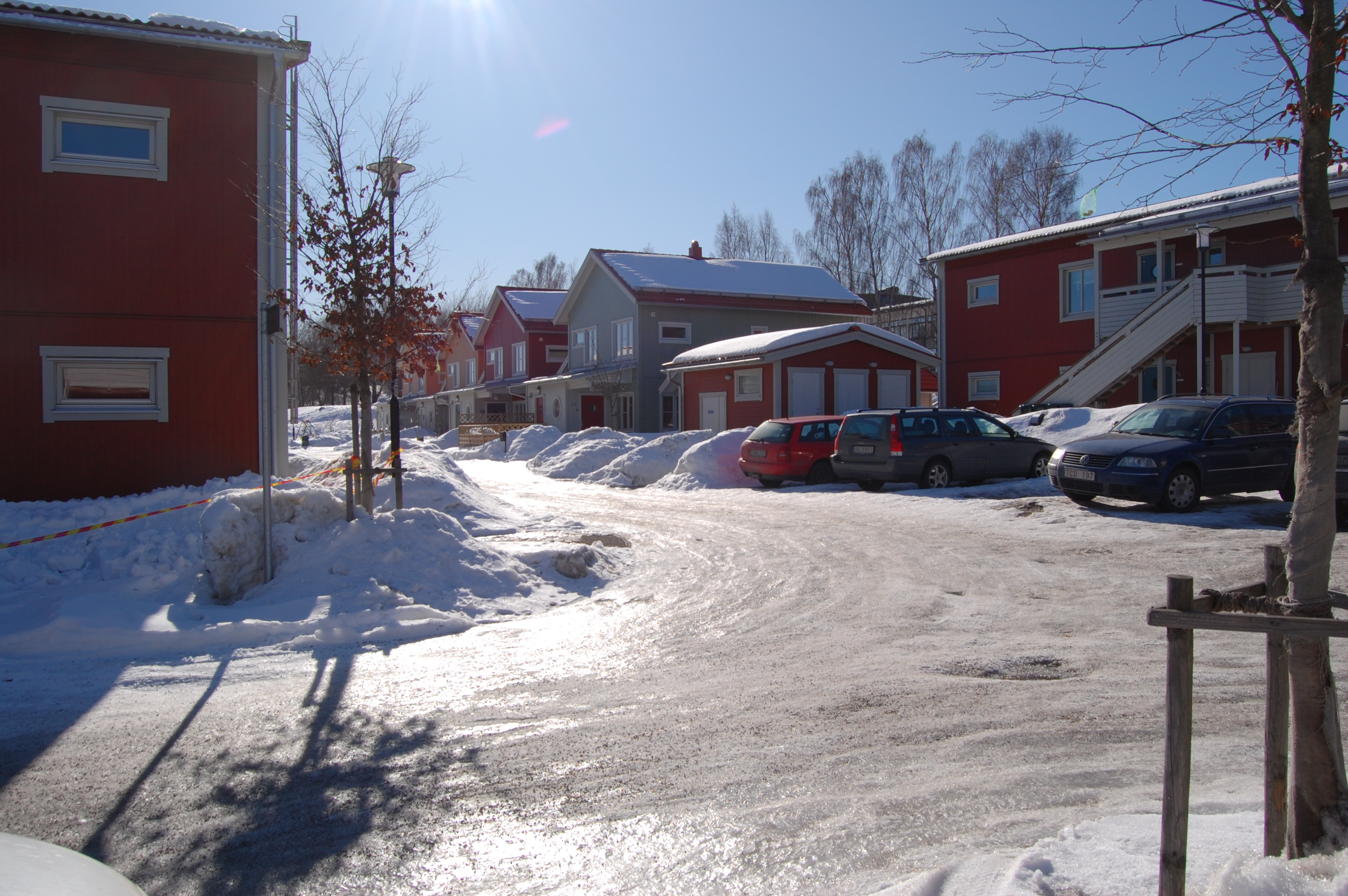
Urbanización en Västerhaninge
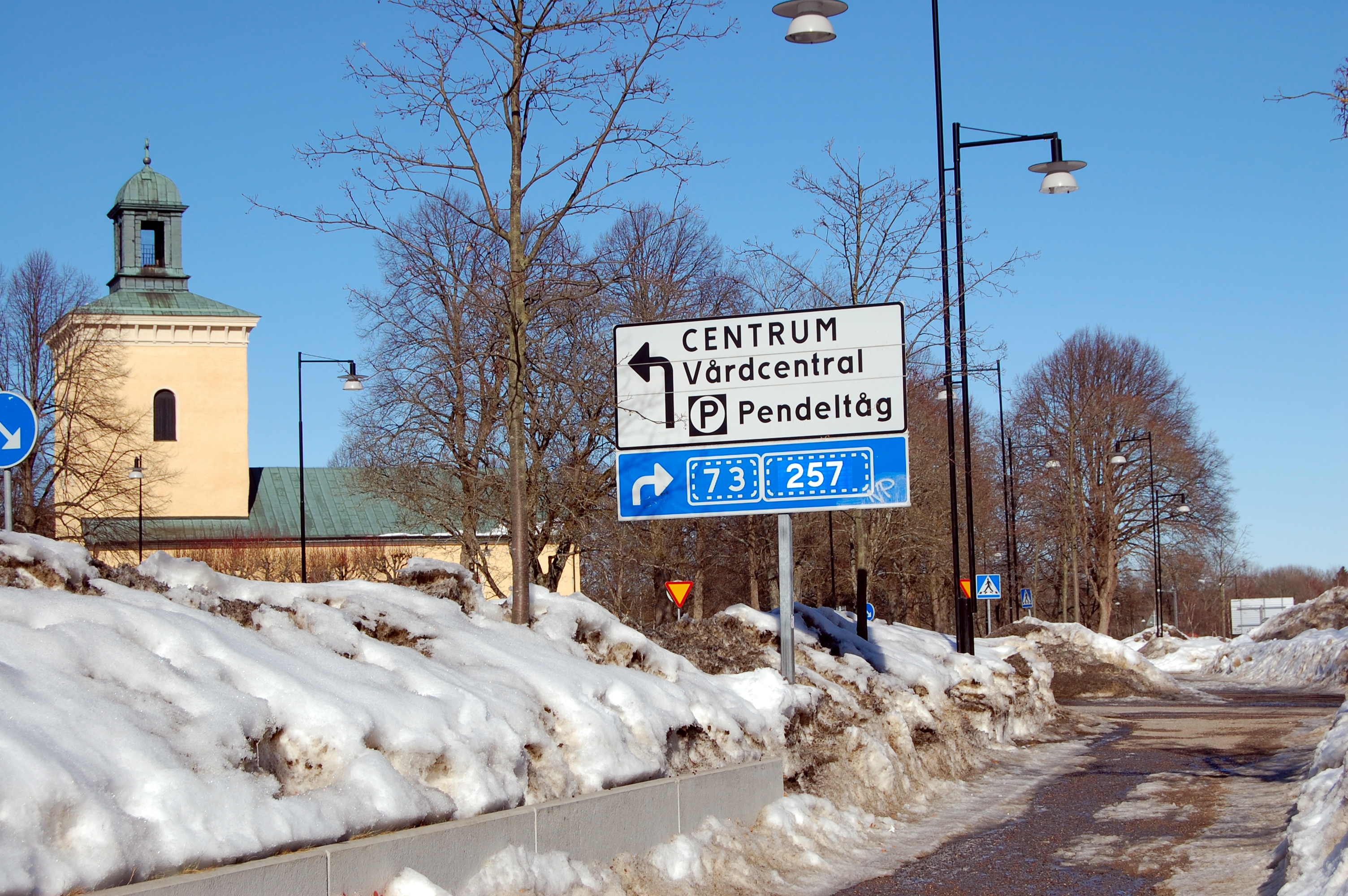
La entrada a la estación Västerhaninge
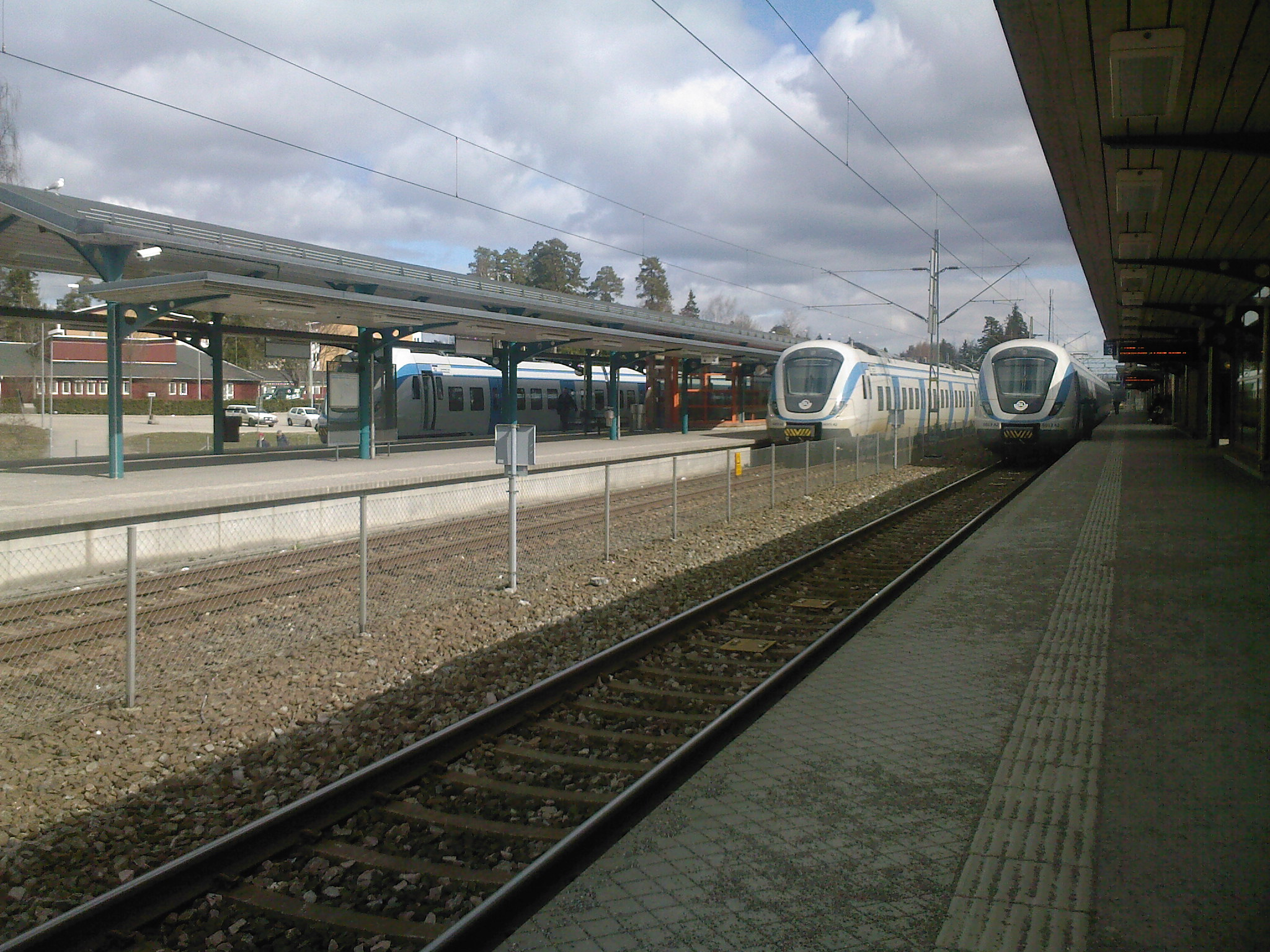
Estación de Västerhaninge
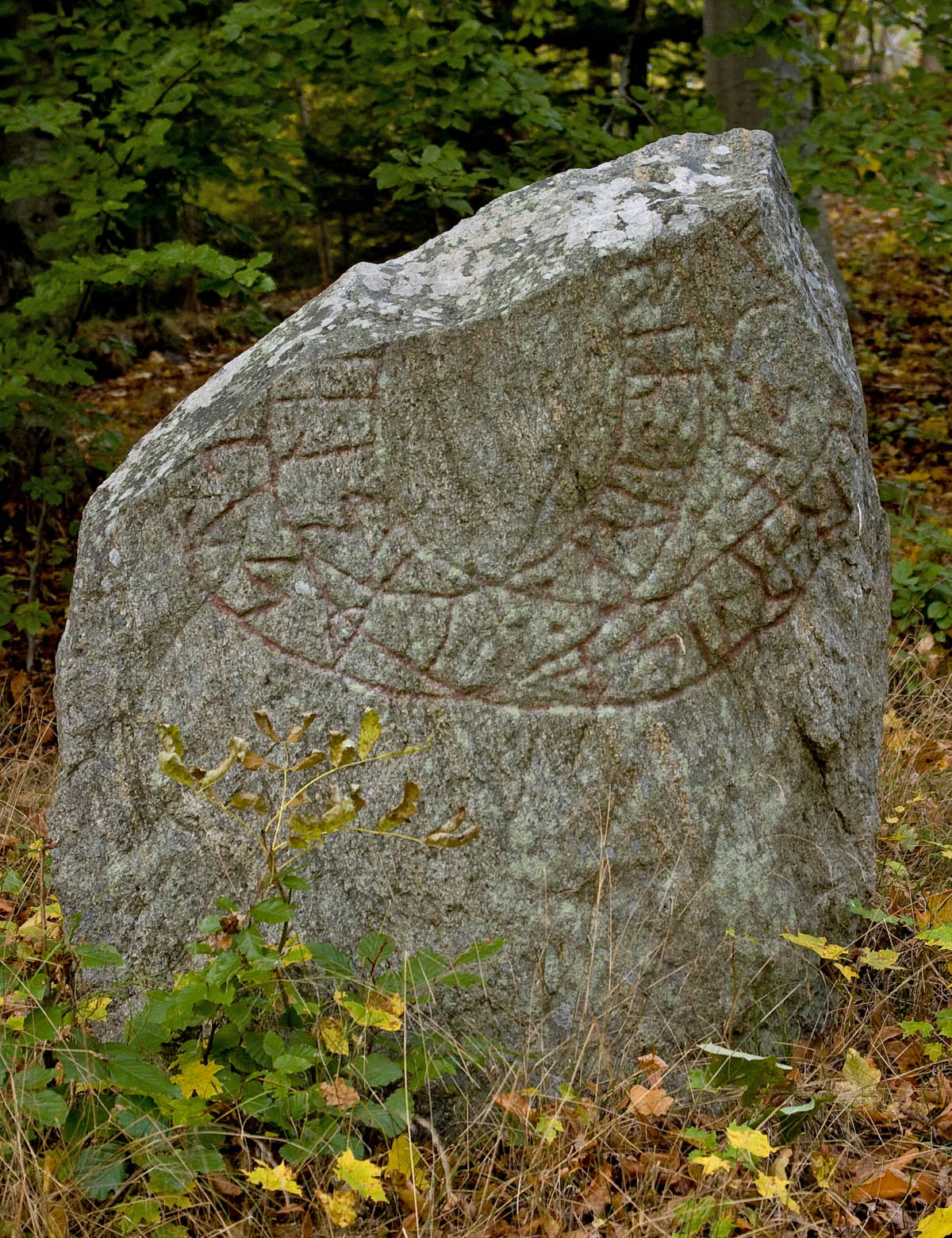
Piedra rúnica